# Campeonato Sub-20 de la OFC 1982
El Campeonato Sub-20 de la OFC 1982 se llevó a cabo en Papúa Nueva Guinea del 5 al 12 de diciembre y contó con la participación de 4 selecciones juveniles de Oceanía.
Australia venció en la final a Nueva Zelanda para ganar el título por segunda ocasión.

## Participantes
| - Australia - Fiyi | - Nueva Zelanda - Papúa Nueva Guinea (anfitrión) |

## Primera Ronda
| País               | J | G | E | P | GF | GC | GD  | Pts |
| ------------------ | - | - | - | - | -- | -- | --- | --- |
| Australia          | 3 | 3 | 0 | 0 | 11 | 1  | +10 | 6   |
| Nueva Zelanda      | 3 | 2 | 0 | 1 | 13 | 2  | +11 | 4   |
| Papúa Nueva Guinea | 3 | 0 | 1 | 2 | 1  | 9  | –8  | 1   |
| Fiyi               | 3 | 0 | 1 | 2 | 1  | 14 | –13 | 1   |

|  | Papúa Nueva Guinea | 0–6 | Nueva Zelanda      |
|  | Australia          | 7–0 | Fiyi               |
|  | Australia          | 2–1 | Nueva Zelanda      |
|  | Fiyi               | 1–1 | Papúa Nueva Guinea |
|  | Nueva Zelanda      | 6–0 | Fiyi               |
|  | Papúa Nueva Guinea | 0–2 | Australia          |

## Fase Final

### Tercer Lugar
| Equipo 1           | Resultado | Equipo 2 |
| ------------------ | --------- | -------- |
| Papúa Nueva Guinea | 1-2       | Fiyi     |

### Final
| 12 de diciembre de 1982 | Australia                     | 4 – 3 (aet) | Nueva Zelanda                                       | Papua New Guinea,    |                      |
|                         | Farina 75' 80' · Lowe 92' 98' |             | Tuaa 10' (pen.) 21' · McClennan 110' · De Jong 120' | Árbitro(s): Ian Mole | Árbitro(s): Ian Mole |

## Campeón
| Campeonato Sub-20 de la OFC 1982 |
| -------------------------------- |
| Bandera de Australia             |
| Australia 2º Título              |

## Repechaje Mundialista
Australia logró clasificar a la Copa Mundial de Fútbol Sub-20 de 1983 luego de ganar el playoff intercontinental ante Israel y Costa Rica disputado en San José, Costa Rica.
| País       | J | G | E | P | GF | GC | GD | Pts |
| ---------- | - | - | - | - | -- | -- | -- | --- |
| Australia  | 4 | 4 | 0 | 0 | 11 | 3  | +8 | 8   |
| Israel     | 4 | 1 | 1 | 2 | 4  | 6  | –2 | 3   |
| Costa Rica | 4 | 0 | 1 | 3 | 1  | 8  | –7 | 1   |

| 26 de enero  | Australia  | 3–1 | Israel     |
| 28 de enero  | Israel     | 2–0 | Costa Rica |
| 30 de enero  | Costa Rica | 1–3 | Australia  |
| 1 de febrero | Israel     | 1–2 | Australia  |
| 3 de febrero | Australia  | 3–0 | Costa Rica |
| 5 de febrero | Costa Rica | 0–0 | Israel     |